# Il Pordenone
Giovanni Antonio de' Sacchis, detto il Pordenone (Pordenone, 1483 o 1484 – Ferrara, 13 gennaio 1539), è stato un pittore italiano.

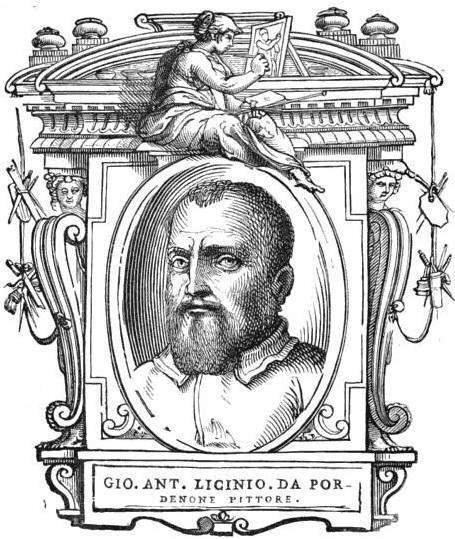
Giovanni Antonio Licinio (1483-1539)
Le Vite di Giorgio Vasari
quarta parte.

Il suo stile, dopo il contatto con la grande maniera romana, di Raffaello e Michelangelo, si indirizzò verso toni magniloquenti, in un originale equilibrio tra ricordi classici e citazioni narrative di indole popolare, soprattutto nei lavori destinati alla provincia. È considerato il massimo pittore friulano del Rinascimento.

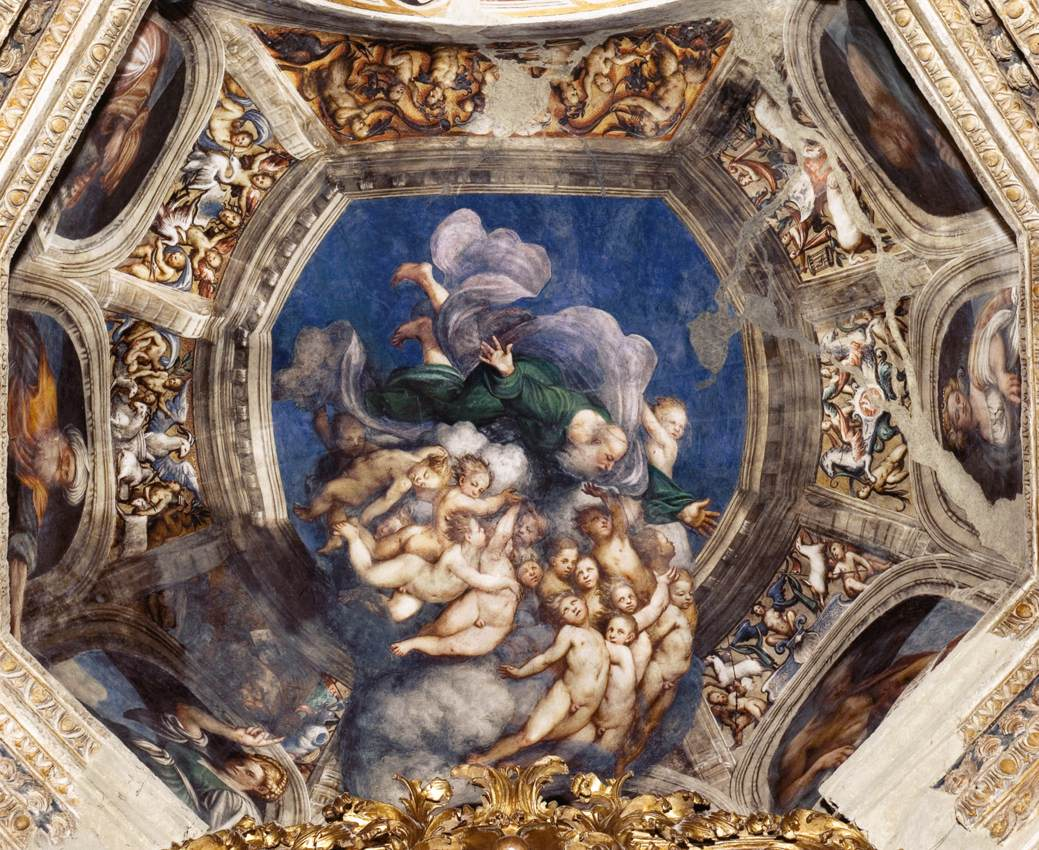
Affreschi nella chiesa dei Francescani, a Cortemaggiore

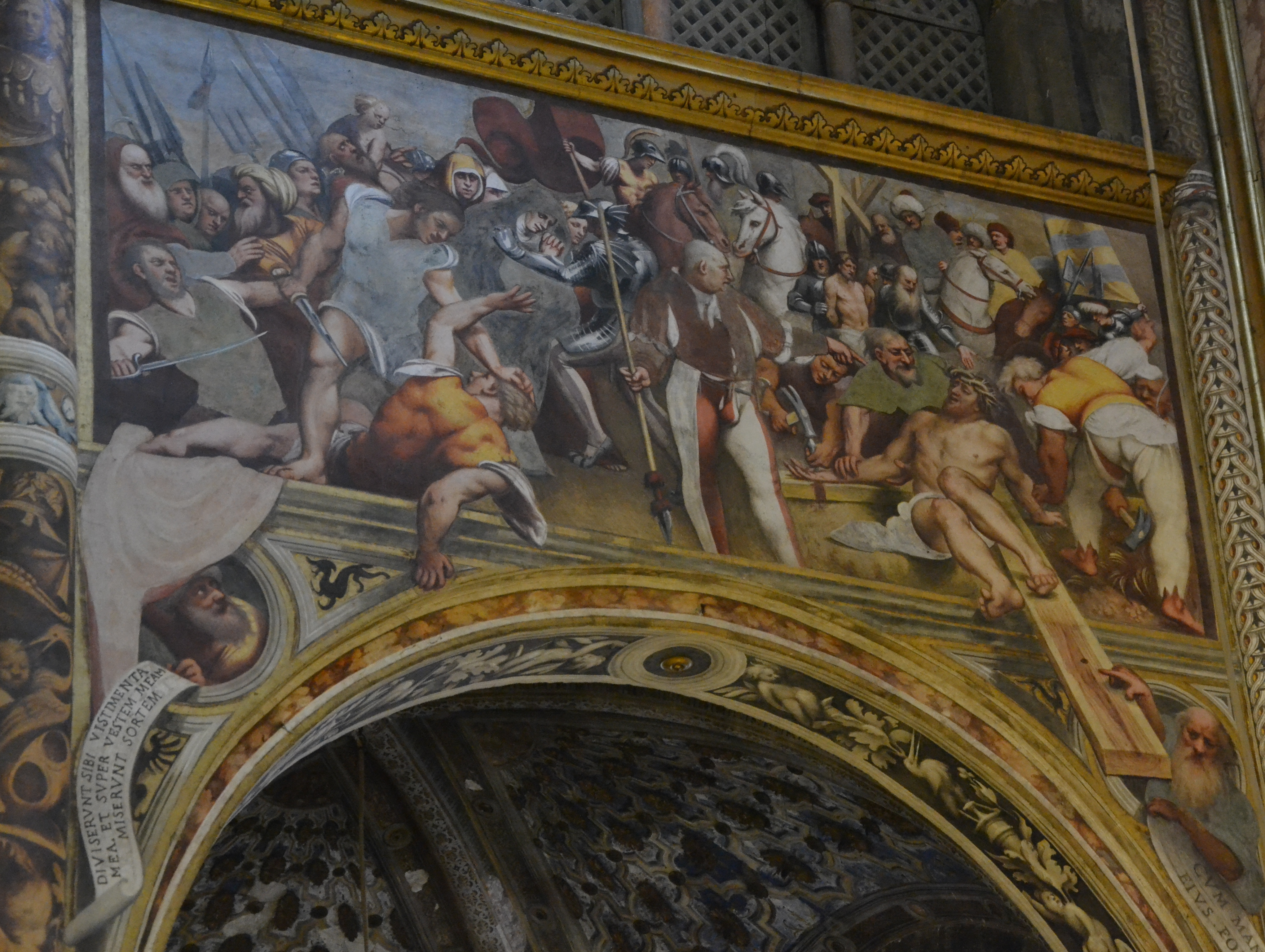
Cristo inchiodato alla Croce, 1521, Affreschi nel Duomo di Cremona.

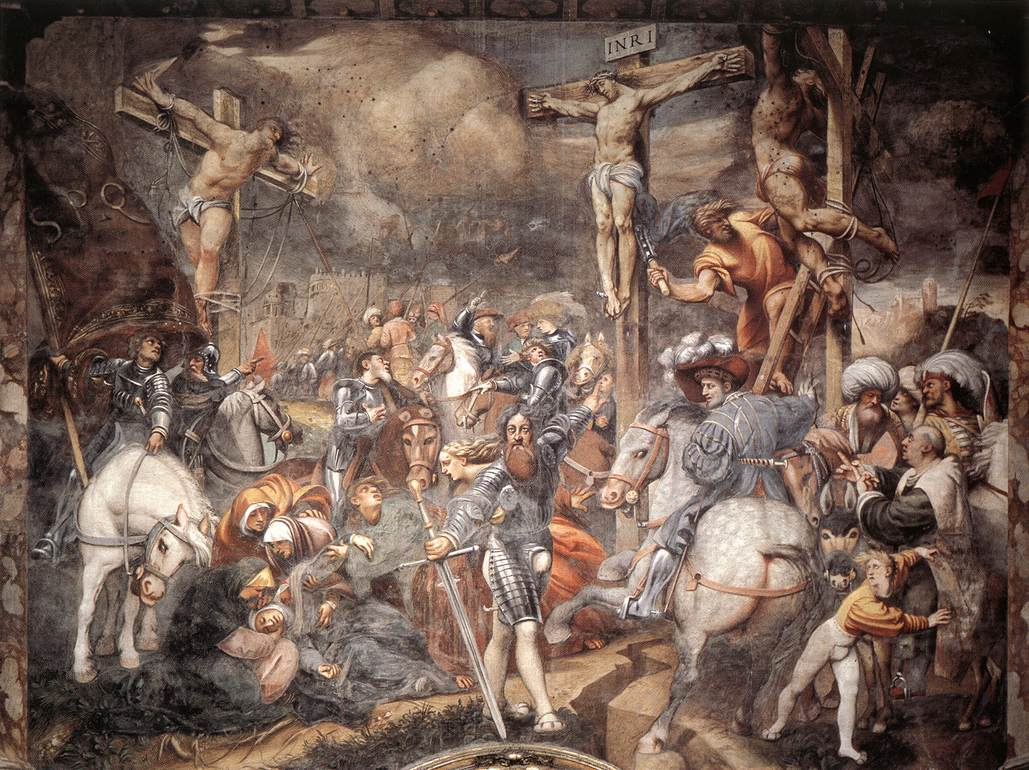
Crocifissione (ca. 1520-1521), Duomo di Cremona.

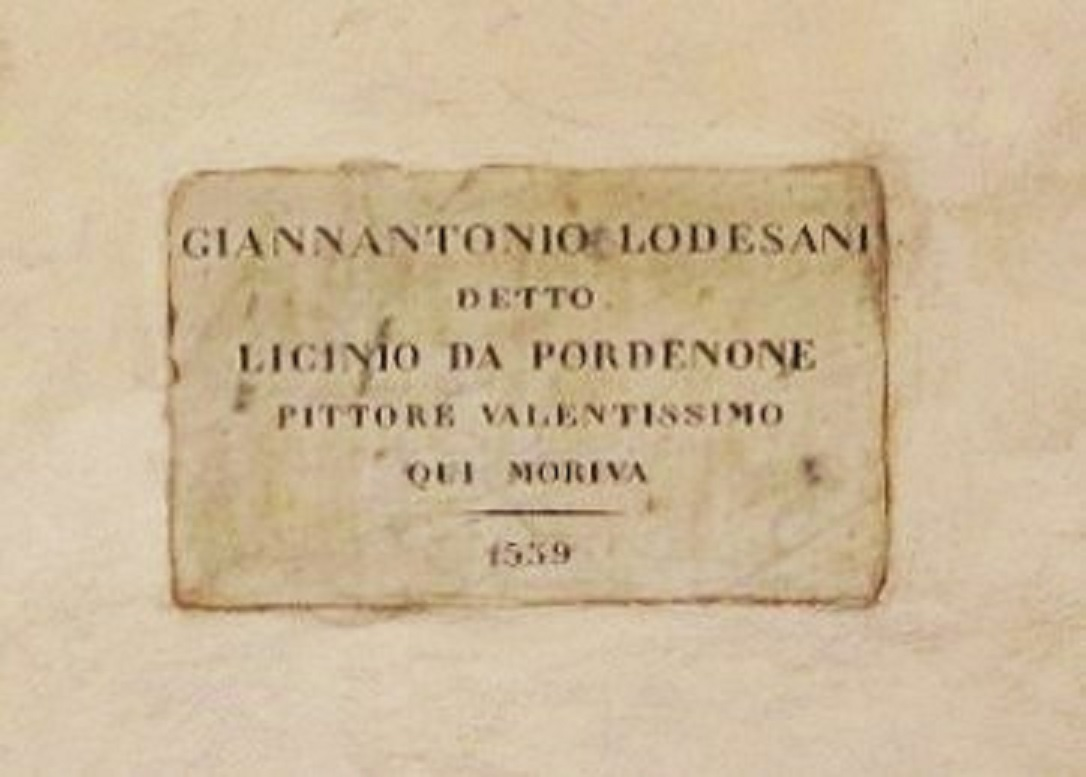
Targa a Ferrara che ricorda la morte del maestro Giannantonio Lodesani, detto Il Pordenone.

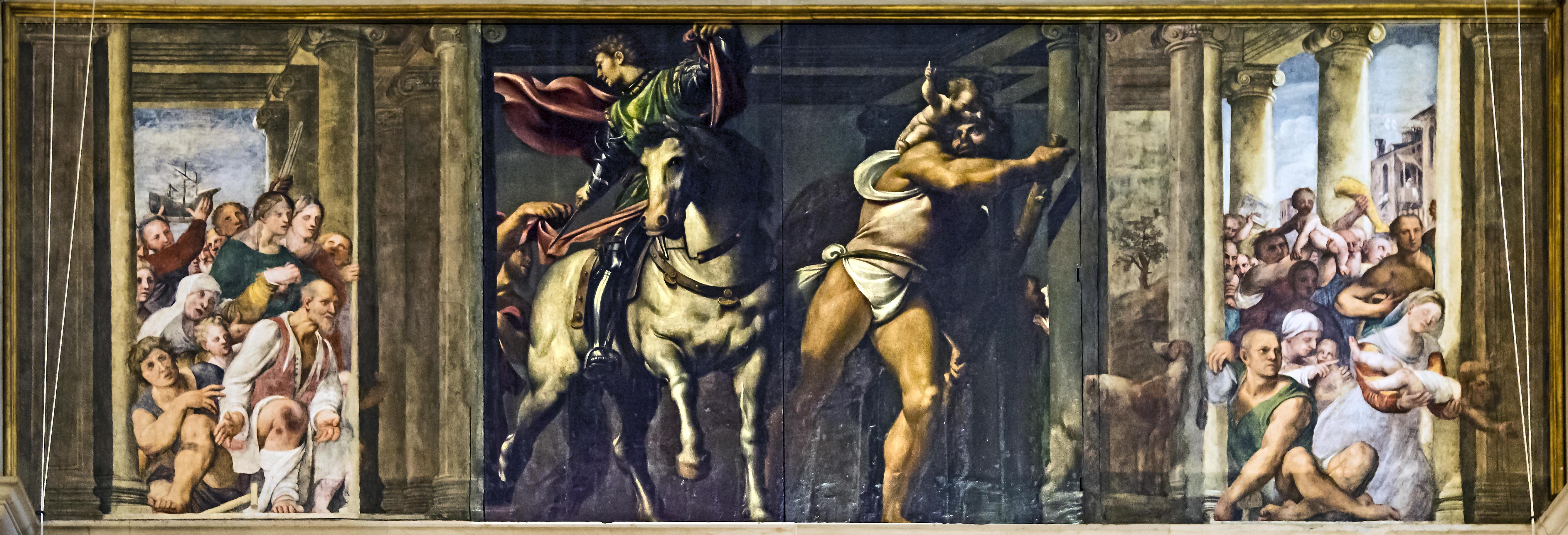
Santi Martino e Cristoforo, ante d'organo, San Rocco, Venezia.

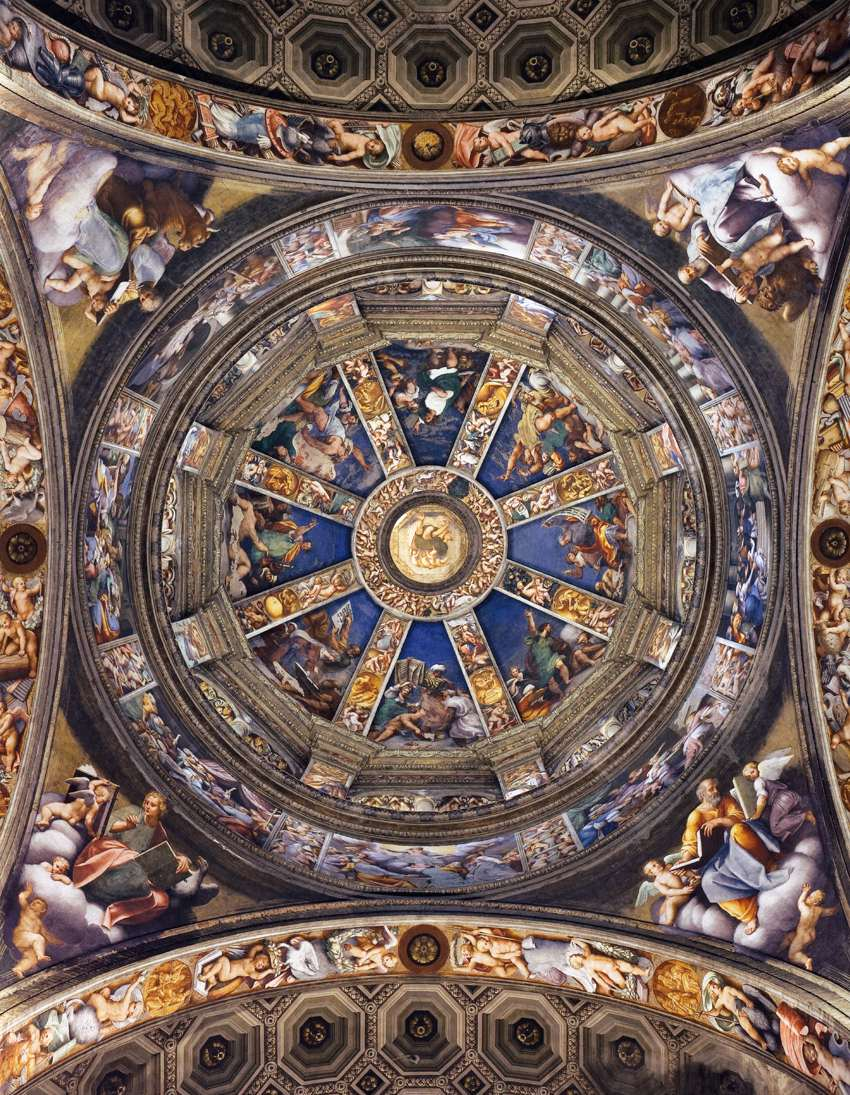
Affreschi a Santa Maria di Campagna, Piacenza.

## Biografia
Fu ricordato da Vasari, che gli dedicò una biografia dove viene definito: «il più raro e celebre […] nell'invenzione delle storie, nel disegno, nella bravura, nella pratica de' colori, nel lavoro a fresco, nella velocità, nel rilievo grande et in ogni altra cosa delle nostre arti». Lo storico aretino lo presentò però con il nome di Giovanni Antonio "Licinio" da Pordenone, dando origine così alla confusione con il pittore Bernardino Licinio, risolta solo al principio del Novecento.
La sua formazione, secondo il Vasari, avvenne sotto l'influsso del Giorgione e, secondo il Ridolfi, sotto Pellegrino da San Daniele. Fu influenzato, agli inizi, oltre che dall'esempio di Andrea Mantegna, probabilmente dalla conoscenza delle incisioni del Dürer e di altri artisti nordici. Nel 1514-1515 fu a Roma, a contatto con l'opera di Raffaello e Michelangelo. Fu attivo in diversi paesi del Friuli, in Umbria, nei possedimenti dei d'Alviano, signori di Pordenone, a Venezia, dove nel 1528 perse contro Tiziano il concorso indetto per la realizzazione della Pala di san Pietro martire per la chiesa dei Santi Giovanni e Paolo, a Cremona e in Emilia, tra il 1529-30. Nel 1532 fu a Genova per lavorare alla Villa del Principe di Andrea Doria.
Negli anni 1530, il confronto tra l'artista e Tiziano animò la scena artistica lagunare, concludendosi con l'emarginazione del pittore e, dopo la sua morte, col silenzio sulla sua opera da parte degli scrittori veneziani.
Il Pordenone morì infatti a Ferrara, in circostanze misteriose, dove si era recato per fornire disegni per arazzi su commissione di Ercole II d'Este. La sua messa funebre fu celebrata nella chiesa di S. Paolo, nelle cui pertinenze venne presumibilmente sepolto.
Ebbe come allievo Pomponio Amalteo, cui andò in sposa anche la figlia Graziosa.

## Opere

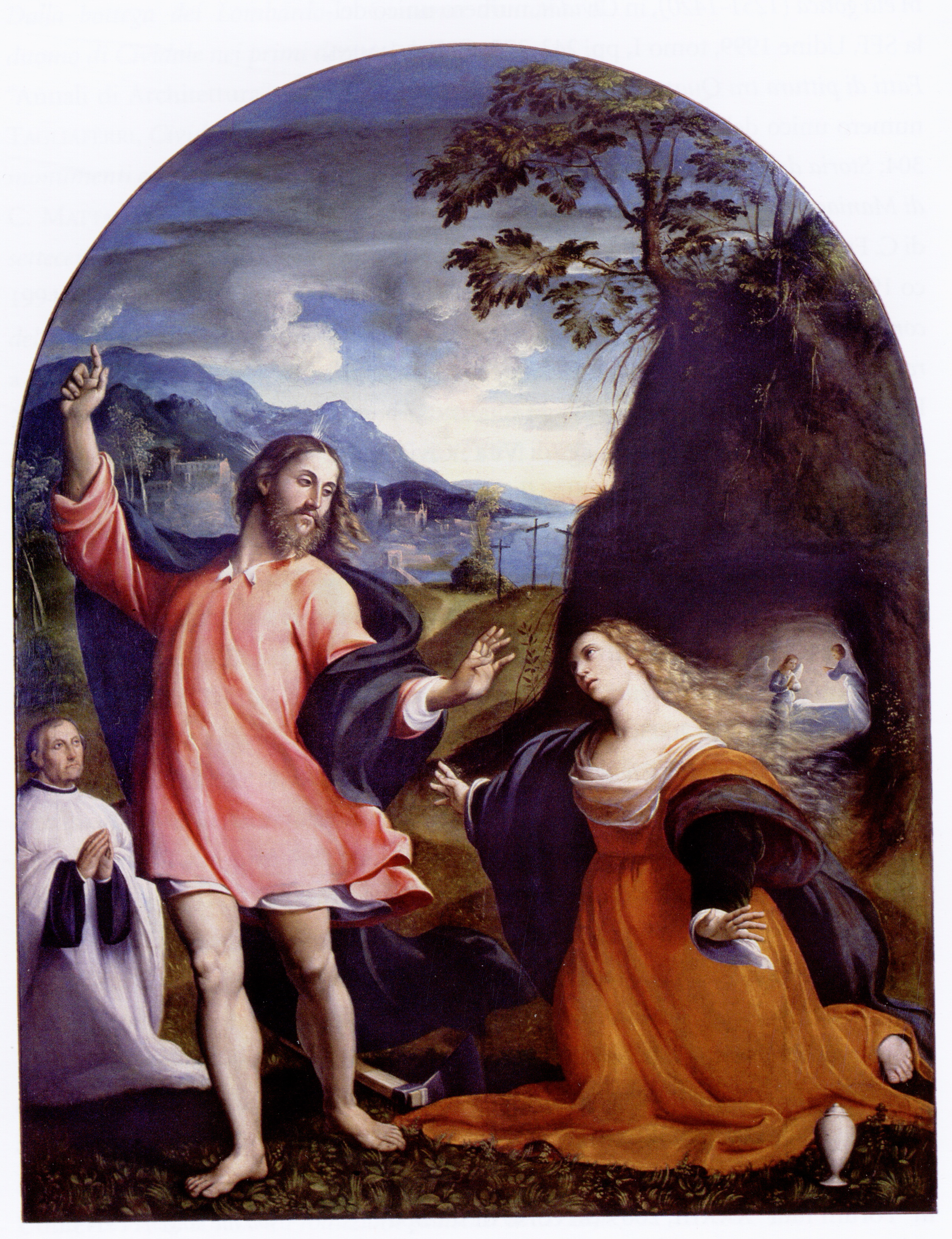
Noli me tangere - Museo del Duomo - Cividale del Friuli.

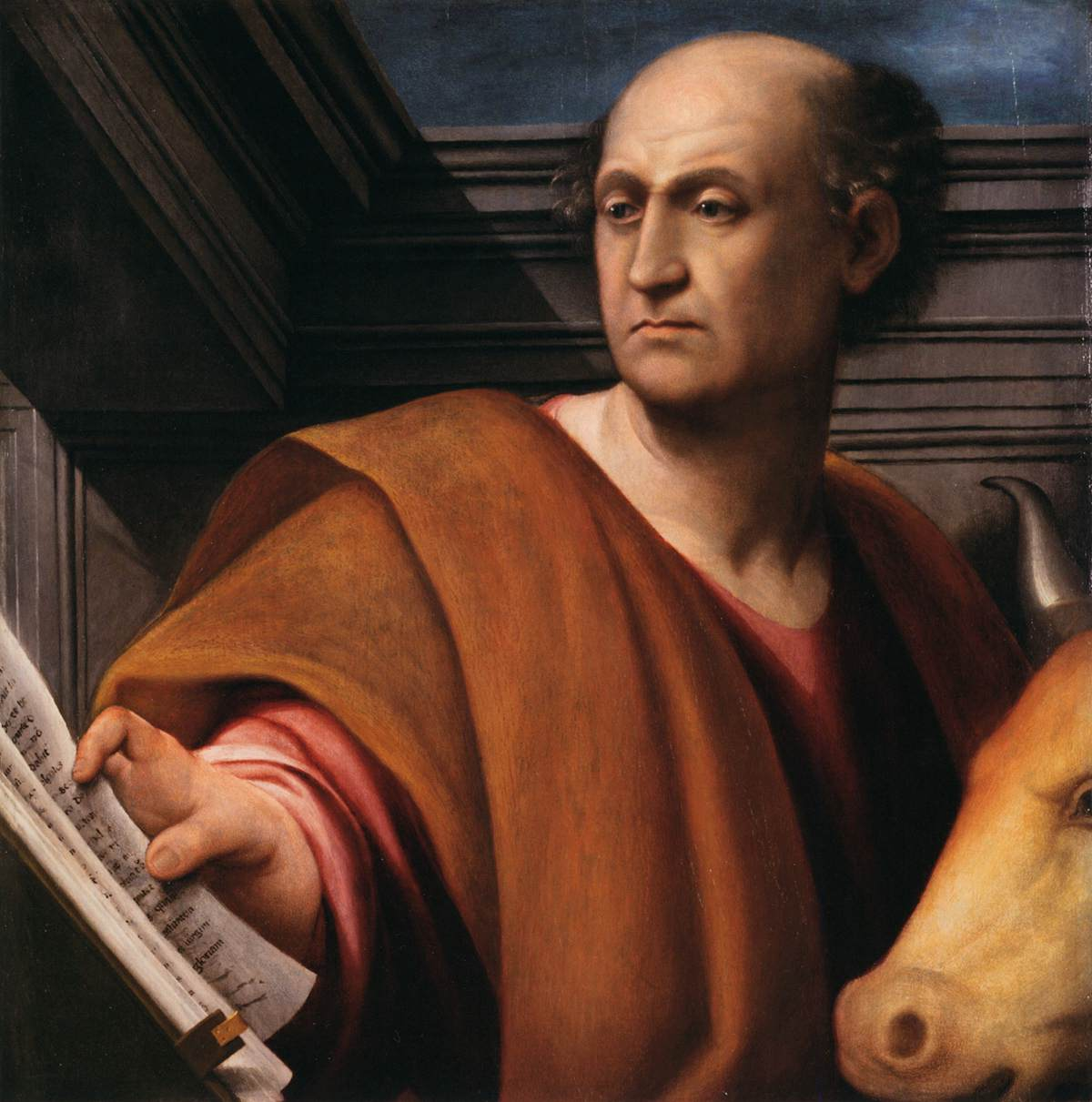
San Luca - Museum of Fine Arts - Budapest.

- Santi Rocco ed Erasmo, 1506, affresco su un pilastro, Pordenone, Duomo[2]
- Trittico di san Michele Arcangelo, san Giovanni Battista e san Valeriano, 1506, affresco, Pinzano al Tagliamento (provincia di Pordenone), pieve di Santo Stefano a Valeriano[3]
- Ciclo di affreschi, ante 1508, Spilimbergo (provincia di Pordenone), Chiesa di San Lorenzo Martire a Vacile
- Volta con Cristo risorto, Profeti, Evangelisti e Dottori della Chiesa
- Pareti con Storie dei santi Lorenzo e Sebastiano, Apostoli e Resurrezione di Cristo.
- Madonna e santi, 1511, Venezia, Gallerie dell'Accademia
- Ciclo di affreschi, 1511-1513, già a Susegana (provincia di Treviso), cappella gentilizia del castello di San Salvatore a Collalto, perduti (distrutti durante la Prima Guerra Mondiale)
- Madonna e santi, 1513-1514, Pordenone, parrocchiale di Vallenoncello[4]
- Padri della Chiesa, profeti ed evangelisti, 1513-1514, affreschi absidali, Pordenone, Chiesa di Sant'Ulderico Vescovo a Villanova
- Madonna della Misericordia col Bambino, 1515, pala d'altare, Pordenone, Duomo
- Ritrovamento della vera croce, (1510 - 1520), dipinto tela/pittura a olio, Museo civico d'arte di Pordenone Palazzo Ricchieri[5]
- Trasfigurazione, 1515-1516, tempera su tavola, 93x64 cm, Milano, Pinacoteca di Brera[6]
- San Prosdocimo e san Pietro, 1515-1516, tempera su tavola, Raleigh, North Carolina Museum of Art[7]
- Ritratto di musico, 1515-1520 circa, olio su tela, 53x52 cm, Vienna, Kunsthistorisches Museum
- Cristo, 1516, affresco nella volta, Travesio (provincia di Pordenone), chiesa di San Pietro
- Madonna e santi e fregi, affreschi, Alviano (provincia di Terni), chiesa parrocchiale[8]
- Cappella dell'Annunziata, 1519, affreschi, Treviso, Cattedrale
- Madonna col Bambino tra i santi Ilario, Taziano, Antonio Abate e Giovanni Battista, 1520, Pordenone, chiesa dei Santi Ilario e Taziano in frazione Torre[9]
- Ercole uccide il leone di Nemea - Fatica di Sisifo e Fatica di Tantalo - Castigo di Giunone, affreschi, 1520ca. Pordenone, Casa del Pordenone[10][11]
- Valerio Corvino che uccide un Gallo, affresco attribuito, Pordenone, Palazzo Mantica[12]
- Ercole che aiuta Atlante a reggere il mondo, affresco attribuito, Pordenone, Palazzo Domenichini-Varaschini[13]
- Cristo davanti a Pilato, 1521, affresco, Cremona, Duomo
- Salita al Calvario, 1521, affresco, Cremona, Duomo
- Cristo inchiodato alla Croce, 1521, affresco, Cremona, Duomo
- Deposizione, 1521, affresco, Cremona, Duomo
- Crocifissione, 1521, affresco, Cremona, Duomo
- Assunzione della Vergine, Caduta di Simon Mago e Conversione di san Paolo, 1524, portelle d'organo, Spilimbergo (provincia di Pordenone), Duomo
- Scene della vita della Vergine, 1524, scomparti delle cantorie, Spilimbergo (provincia di Pordenone), Duomo
- Natività, 1524, affresco, Pinzano al Tagliamento (provincia di Pordenone), chiesetta di Santa Maria dei Battuti
- Madonna col Bambino, 1525, affresco, Pinzano al Tagliamento (provincia di Pordenone), chiesa di San Martino
- Madonna col Bambino e santi, 1525 circa, olio su tela, Susegana (provincia di Treviso), chiesa parrocchiale[14]
- Trittico con la Madonna in trono tra i santi Giacomo, Lorenzo, Antonio abate e Michele arcangelo, 1526, Varmo (provincia di Udine), chiesa di San Lorenzo Martire[15]
- San Gottardo in trono tra San Sebastiano e San Rocco, 1525 - 1527, dipinto tela/pittura a olio, Museo civico d'arte di Pordenone[16]
- Madonna della Loggia, 1500 - 1524, dipinto murale/intonaco/ pittura a fresco, Civici musei e gallerie di storia e arte, Castello di Udine[17]
- Dio Padre, 1525-1549, tela/ pittura a olio, Civici musei e gallerie di storia e arte Castello di Udine[18]
- San Girolamo in meditazione, 1525-1539, tavola/ pittura a olio, Gemona del Friuli, Museo della pieve e tesoro del duomo[19]
- Pietà, 1526, affresco, Travesio (provincia di Pordenone), chiesa di San Pietro
- Adorazione dei Magi, 1526, affresco, Travesio (provincia di Pordenone), chiesa di San Pietro
- Decollazione di san Paolo, 1526, affresco, Travesio (provincia di Pordenone), chiesa di San Pietro
- Conversione di Saul, 1526, affresco, Travesio (provincia di Pordenone), chiesa di San Pietro
- Fuga in Egitto, 1526, dipinto murale intonaco/ pittura a fresco, Pordenone, Museo civico d'arte[20]
- Santi Martino e Cristoforo, 1528-1529, olio su tavola, ciascuno 250x140 cm, Venezia, chiesa di San Rocco
- Disputa sull'Immacolata Concezione, 1529-1530, pala d'altare, Napoli, Museo di Capodimonte[21]
- Deposizione di Cristo, 1529-1530, affresco, Cortemaggiore (provincia di Piacenza), chiesa dell'Annunziata, cappella Pallavicino
- Cupola con Padre Eterno, angeli, profeti e sibille, 1530-1532, affreschi, Piacenza, Basilica di Santa Maria di Campagna
- Sposalizio mistico di santa Caterina, 1530-1532, pala d'altare, Piacenza, Basilica di Santa Maria di Campagna
- Storie dell'infanzia di Cristo, 1530-1532, affreschi, Piacenza, Basilica di Santa Maria di Campagna
- I Santi Caterina, Sebastiano e Rocco cui un angelo mostra il cammino, 1530-1535, Venezia, Chiesa di San Giovanni Elemosinario[22]
- San Bonaventura, 1530-1535 circa, olio su tavola, 29,8x29,8 cm, Londra, National Gallery (dal soffitto di una Scuola veneziana)[23]
- San Ludovico di Tolosa, 1530-1535 circa, olio su tavola, 29,8x29,8 cm, Londra, National Gallery (dal soffitto di una Scuola veneziana)[24]
- Trinità, 1530-1535 circa, San Daniele del Friuli, Duomo[25]
- Scena campestre, 1530-1540, dipinto murale intonaco/ pittura a tempera, Pordenone, Museo civico d'arte[26]
- Storie di Giasone, 1532, affreschi, già a Genova, facciata di palazzo di Fassolo, perduti
- Noli me tangere, 1532, affresco staccato, Venezia, Galleria Franchetti
- Cristo e la Samaritana al pozzo, affresco staccato proveniente dalla parete di mezzogiorno del chiostro della chiesa di Santo Stefano
- Cacciata di Adamo ed Eva dal paradiso terrestre, affresco staccato proveniente dalla parete di mezzogiorno del chiostro della chiesa di Santo Stefano
- Allegoria della Carità, affresco staccato proveniente dalla parete di mezzogiorno del chiostro della chiesa di Santo Stefano
- Il Beato Lorenzo Giustiniani tra due canonici e i Santi Ludovico da Tolosa, Francesco, Bernardino e Giovanni Battista, 1532, pala d'altare, Venezia, Gallerie dell'Accademia[27]

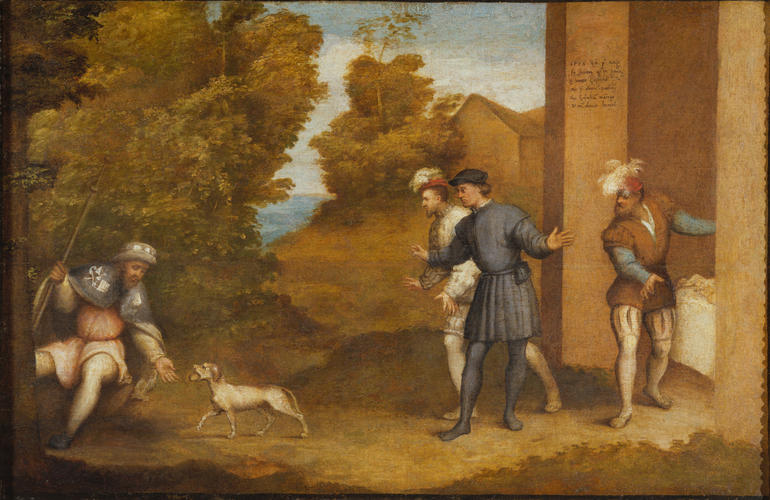
San Rocco nella foresta nutrito da un cane.

- San Rocco nella foresta nutrito da un cane, 1534, olio su tela, olio, 60x92 cm, Bergamo, Accademia Carrara[28]
- Noli me tangere, 1534-1535, olio su tela, Cividale del Friuli (provincia di Udine), Duomo[29]
- Gigantomachia, 1535, affreschi, Udine, Palazzo Tinghi[30]
- Lavori vari, 1535, già a Venezia, Palazzo Ducale, perduti
- Madonna in trono col Bambino tra i Ss.Antonio Abate, Leonardo, Caterina e Giovanni Battista, Olio su tavola, 1535 ca., Chiesa Parrocchiale di San Leonardo, Moriago della Battaglia[31]
- San Marco evangelista, 1535 olio su tavola, 72x74,5 cm, Budapest, Szépmûvészeti Múzeum
- San Luca, 1535-1537, olio su tavola, 72x74,5 cm, Budapest, Szépmûvészeti Múzeum
- Milone dilaniato dal leone, 1535-1537, olio su tela, 204x308 cm, Chicago, Smart Museum of Art[32]
- Madonna con Bambino tra san Giovanni Battista e san Francesco d'Assisi, 1535-1539, olio su tela, Terlizzi, Chiesa di Santa Maria la Nova[33]
- Pala dell'Annunciazione, 1537, Murano (Venezia), chiesa di Santa Maria degli Angeli
- Testa di vecchio, Parma, olio su tela, 18,5x16,5 cm, Galleria Nazionale
- Adorazione dei magi, Bergerac, olio su tela, chiesa di Notre-Dame

### Disegni
- Morte di san Pietro Martire, 1526-1528, disegno su carta, Firenze, Gabinetto dei Disegni e delle Stampe
- Continenza di Scipione, 1530-1535 circa, 19,60x25 cm, Edimburgo, National Gallery of Scotland
- Uomo nudo seduto con in mano uno scettro, 1536, 8,4 x 6,3 cm (irregolare), penna e inchiostro bruno su carta bianca, Milano, Biblioteca Ambrosiana[34]
- Sacripante flagellata da Cupido, 11,3 x 13,1 cm, sanguigna su carta preparata con alcune macchie e alcuni piccoli fori, Milano, Biblioteca Ambrosiana[35]
- Pélias invita Giasone a partire alla ricerca del Toson d'oro, 1533-1535 circa, sanguigna su carta, 15,40x13,60 cm, Parigi, Cabinet des Dessins
- Cristo stante, New York, Metropolitan Museum
- San Cristoforo, New York, Metropolitan Museum
- Studio di decorazione per un pilastro, New York, Metropolitan Museum
- Studio per un'Annunciazione, 1537, 38,9x25 cm, Castello di Windsor, Royal Collection